# Niegoszowice

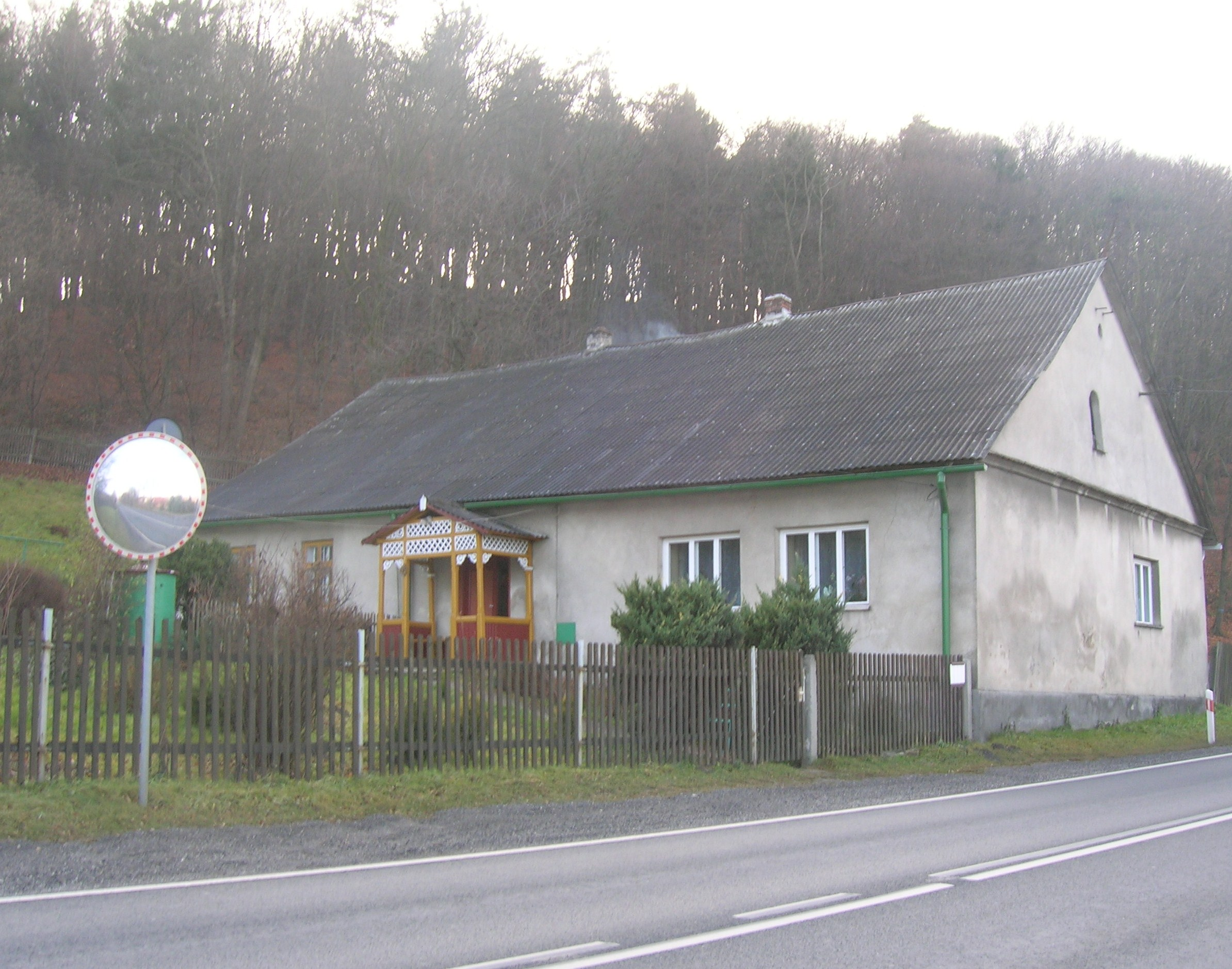
Dawna karczma w przysiółku Sowiarka

Niegoszowice – wieś w Polsce położona w województwie małopolskim, w powiecie krakowskim, w gminie Zabierzów. Integralną częścią miejscowości jest przysiółek Sowiarka.

## Położenie
Miejscowość położona jest w Rowie Krzeszowickim na Jurze Krakowsko-Częstochowskiej przy linii kolejowej nr 133 z Dąbrowy Górniczej do Krakowa. Wieś graniczy od północy z Brzezinką, od południa z Kochanowem, a od zachodu z Rudawą.

## Zabytki
Obiekt wpisany do rejestru zabytków nieruchomych województwa małopolskiego.
- Zespół dworski: dwór, park ze stawem.

W Niegoszowicach znajduje się zabytkowy, klasycystyczny dwór z XIX wieku. Budową obiektu zajął się dziekan kapituły krakowskiej ksiądz Michał Sołtyk, wykorzystując fragmenty poprzedniego budynku z XVI w. Dwór jest otoczony starym parkiem, w którym rosną lipy o charakterze pomników przyrody, mające 400–450 lat (o obwodzie ok. 330 cm).

## Historia
Pierwsza wzmianka o wsi szlacheckiej pochodzi z 1397 r. jako Negosszowicz. Pod koniec XIV w. miejscowość tę zamieszkiwało 9 rycerzy, pieczętujących się różnymi herbami. Wieś najprawdopodobniej została przeniesiona na prawo niemieckie przed rokiem 1418. W latach 1470–1480 wieś występuje jako Nyegoschowycze. Niegoszowice należały m.in. do rodziny Niegoszowskich (posiadaczy folwarku i dworu z wieżą). Według danych historycznych w Niegoszowicach istniał jeden z pierwszych browarów Sowiarka w okolicy Krakowa, stąd też przysiółek wsi o tej samej nazwie (przy drodze krajowej 79 Kraków – Katowice). W 1595 roku wieś położona w powiecie proszowskim województwa krakowskiego była własnością kasztelana wiślickiego Mikołaja Ligęzy. Wieś była w posiadaniu takich dziedziców jak Stanisław Niegoszowski, Firlejowie, Kasper Gołuchowski (1783), od przełomu XVIII/XIX w. wspomniany Michał Sołtyk, Jan Kanty Bobrowski, płk. Benedykt Zielonka (1882–1885), Kazimierz Chwalibogowski, książę Eugeniusz Lubomirski (1885–1902), Stanisław Smolka (1902–1910) i Piotr Rostworowski (od 1910).
W latach 1815–1846 wieś położona była na terenie Wolnego Miasta Krakowa, potem w zaborze austriackim, a w czasie II Rzeczypospolitej w powiecie chrzanowskim w województwie krakowskim. Od 26 października 1939 do 18 stycznia 1945 wieś należała do gminy Kressendorf w Landkreis Krakau, dystryktu krakowskiego w Generalnym Gubernatorstwie. Jesienią 1954 r. wieś została przyłączona do gromady Rudawa w ówczesnym powiecie chrzanowskim w woj. krakowskim. 1 stycznia 1973 znalazła się w gminie Rudawa w ówczesnym powiecie chrzanowskim w woj. krakowskim. 15 stycznia 1976 roku gmina Rudawa została zniesiona przez połączenie z dotychczasową gminą Zabierzów w nową gminę Zabierzów i tam znalazła się także wieś. W latach 1975–1998 miejscowość administracyjnie należała do województwa krakowskiego.
W budynku byłej szkoły podstawowej obecnie mieści się świetlica, biblioteka wiejska oraz salka muzyczna.